# Xisco (football, 1986)
Pour les articles homonymes, voir Jiménez et Tejada (homonymie).
Francisco Jiménez Tejada dit Xisco, né le 26 juin 1986 à Palma de Majorque aux Baléares, est un footballeur espagnol évoluant au poste d'attaquant au CA Peñarol.

## Biographie
Xisco inscrit deux buts avec l'équipe d'Espagne espoirs, contre la Géorgie et la Russie. Ces deux rencontres rentrent dans le cadre des éliminatoires de l'Euro espoirs. En 2009, il participe avec les espoirs au championnat d'Europe espoirs organisé en Suède. Lors de cette compétition, il joue trois matchs. Malgré un bilan honorable d'une victoire, un nul et une défaite, l'Espagne est éliminée dès le premier tour.
Le 30 mars 2008, il se met en évidence avec le club du Deportivo La Corogne, en étant l'auteur d'un triplé en Liga, lors de la réception du Real Murcie, permettant à son équipe de l'emporter 3-1. Xisco inscrit un total de neuf buts en championnat cette saison là.
Le 21 juillet 2017, Xisco s'engage pour deux saisons en faveur du CA Osasuna.
Xisco inscrit son premier but pour Osasuna en Copa del Rey le 7 septembre 2017, contre Albacete.

## Palmarès
Deportivo La Corogne
- Champion de Segunda División : 2012

 CA Osasuna
- Champion de Segunda División : 2019